# Liste des évêques et archevêques de Sucre
La liste des archevêques de Sucre est la généalogie épiscopale de l'archidiocèse de Sucre qui s'appelait :
- 27 juin 1552 : Création du diocèse de La Plata à partir du diocèse de Cuzco au Pérou[1]
- 1609 : Élévation du diocèse en archidiocèse prenant ainsi le nom : Archidiocèse métropolitain de la Plata
- 11 novembre 1924 : 11 novembre 1924 : L'archdiocèse est renommé en Archidiocèse métropolitain de Sucre

## Évêques de La Plata
- Tomás de San Martín, O.P. (1552.06.27 – 1559)
- Domingo de Santo Tomás, O.P. (1562.07.06 – 1570.02.28)
- Alfonso Granero de Ávalos (1579.01.09 – 1585)
- Alfonso de la Cerda, O.P. (1587.11.06 – 1592.06.25)
- Alonso Ramírez Vergara, O.S. (1594.06.17 – 1602.11.19)
- Luis López de Solís, O.S.A. (1605.07.18 – 1606.07.05)

## Archevêques métropolitains de La Plata
- Alonso de Peralta (1609.01.19 – 1616)
- Jerónimo Tiedra Méndez, O.P. (1616.11.14 – 1623)
- Hernando de Arias y Ugarte (1624.04.15 – 1628.05.29)
- Francisco Sotomayor, O.F.M. (1628.06.05 – 1630.02.05)
- Francisco Vega Borja, O.S.B. (1635.07.09 – 1644.06.23)
- Pedro de Oviedo Falconi, O. Cist. (1645.08.21 – 1649.10.13)
- Juan Alonso de Ocón (1651.07.17 – 1656.06.29)
- Gaspar de Villarroel, O.S.A. (1659.01.27 – 1665.10.15)
- Bernardo de Izaguirre Reyes (1669.07.15 – 1670.03.17)
- Melchor de Liñán y Cisneros (1672.02.08 – 1677.06.14)
- Cristóbal de Castilla y Zamora (1677.11.08 – 1683.10.07)
- Bartolome Gonzalez y Poveda (1685.04.09 – 1692.11.26)
- Juan Queipo de Llano y Valdés (1694.04.19 – 1709)
- Diego Morcillo Rubio de Suñón de Robledo, O.SS.T. (1714.03.21 – 1723.05.12)
- Juan de Necolalde (1723.05.12 – 1724.05.14)
- Luis Francisco Romero (1725.11.19 – 1728.11.28)
- Alonso del Pozo y Silva (1730.07.24 – 1742.01.22)
- Agustín Rodríguez Delgado (1742.01.22 – 1746.06.14)
- Salvador Bermúdez y Becerra (1746.06.14 – 1747.12.29)
- Gregorio de Molleda y Clerque (1747.09.04 – 1756.04.01)
- Cayetano Marcellano y Agramont (1758.03.13 – 1760.08.28)
- Pedro Miguel Argandoña Pastene Salazar (1762.01.25 – 1775.08.11)
- Francisco Ramón Herboso y Figueroa, O.P. (1776.09.16 – 1782.04.29)
- José Campos Julián, O.C.D. (1784.09.20 – 1804.03.25)
- Benito María de Moxó y Francolí, O.S.B. (1805.06.26 – 1816.04.11)
- Diego Antonio Navarro Martín de Villodras (1818.03.16 – 1827)
- José María Mendizábal (1835.07.24 – 1855)
- Manuel Ángel del Prado Cárdenas (1855.09.28 – 1860)
- Pedro José Puch y Solona (1861.12.13 – 1885)
- Pedro José Cayetano de la Llosa, C.O. (1887.11.14 – 1897.08.02)
- Miguel de los Santos Taborga (1898.02.25 – 1906.04.30)
- Sebastiano Francisco Pifferi, O.F.M. (1906.04.30 – 1912.02.04)
- Victor Arrién (1914.01.13 – 1922.12.14)
- Luigi Francesco Pierini, O.F.M. (1923.10.31 – 1924.11.11)

## Archevêques métropolitains de Sucre
- Luigi Francesco Pierini, O.F.M. (11.11.1924 – 28.10.1939)
- Daniel Rivero Rivero (03.02.1940 – 1951)
- Card. José Clemente Maurer, C.Ss.R. (27.10.1951 – 30.11.1983)
- René Fernández Apaza (30.11.1983 – 16.04.1988)
- Jesús Gervasio Pérez Rodríguez, O.F.M. (6 novembre 1989 au 22 février 2013)
- Jesús Juárez Párraga (es), SDB (22 février 2013- 11 février 2020)
- Mgr Ricardo Ernesto Centellas Guzmán depuis le 11 février 2020

## Sources
- Fiche de l'archidiocèse sur catholic-hierarchy
- Fiche de l'archdiocèse sur gcatholic